# March Of The Zapotec/Holland
March Of The Zapotec/Holland es un disco doble de Beirut. March of the Zapotec es un disco influenciado por la música de viento del estado de Oaxaca, México; en tanto Holland son canciones apegadas al proyecto de música electrónica de Condon previo a Beirut, llamado Realpeople.

## March of the Zapotec
La primera idea de March of the Zapotec fue el hacer un soundtrack para la película Sin nombre de Cary Fukunaga que se filmaría en México, para lo cual Zach Condon recibió de la producción de la película música de varias partes del país, siendo la música oaxaqueña la que más le interesó:

Realmente cautivó mi oído porque sonaba como la música que hago actualmente. Así que supongo que eso fue lo que me cautivó y me inspiró a ir más allá. Terminé no haciendo el soundtrack del filme porque yo quise hacer mis propias cosas, supongo.
Zach Condon"

En la primavera de 2008, Condon contactó gracias a la madre de un integrante de Beirut a la Banda Jiménez en Oaxaca de Juárez, Zach viajó a México para grabar algunos temas del disco en Teotitlán del Valle, un pueblo zapoteco en el Valle de Oaxaca. Ahí compuso los temas y ayudado por el traductor trilingüe Tomás Mendoza, los grabó con la banda de 19 músicos en un estudio portátil que funciona con energía solar. El disco tiene influencias de la música de viento tanto balcánica como mexicana; en ambos sitios casualmente las bandas participan en hechos sociales como bodas y funerales.

### Canciones
1. "El Zócalo" - 0:29
2. "La Llorona" - 3:34
3. "My Wife" - 2:11
4. "The Akara" - 3:54
5. "On a Bayonet" - 1:41
6. "The Shrew" - 3:44

## Holland

### Canciones
1. "My Night with the Prostitute from Marseille" - 3:07
2. "My Wife, Lost in the Wild" - 3:13
3. "Venice" - 4:02
4. "The Concubine" - 3:28
5. "No Dice" - 5:24